# Fenomene electroacustice
 Fenomenele electroacustice apar la propagarea ultrasunetelor prin lichide ce contin ioni.Au fost prezise de Peter Debye intr-un articol publicat in Journal of Chemical Physics in 1933.